# True Heart Susie
True Heart Susie is een Amerikaanse dramafilm uit 1919 onder regie van D.W. Griffith.

## Verhaal
Het boerenmeisje Susie is stiekem verliefd op haar buurjongen William. Ze is bereid zichzelf weg te cijferen, zodat hij  zijn ambities kan waarmaken. Uiteindelijk heeft William zoveel succes dat Susie gaat beseffen dat hij onbereikbaar is geworden voor een eenvoudig plattelandsmeisje.

## Rolverdeling
| Acteur          | Personage            |
| --------------- | -------------------- |
| Lillian Gish    | Susie                |
| Robert Harron   | William Jenkins      |
| Wilbur Higby    | Vader van William    |
| Loyola O'Connor | Tante van Susie      |
| George Fawcett  | Vreemdeling          |
| Clarine Seymour | Bettina Hopkins      |
| Kate Bruce      | Tante van Bettina    |
| Carol Dempster  | Vriendin van Bettina |
| Raymond Cannon  | Sporty Malone        |